# Lincoln County (Idaho)
Lincoln County is een county in de Amerikaanse staat Idaho.
De county heeft een landoppervlakte van 3.122 km² en telt 4.044 inwoners (volkstelling 2000). De hoofdplaats is Shoshone.